# Kabsa
Kabsa (arab. ‏كبسة‎), nazywane również machbus (arab. ‏مچبوس‎) – arabskie danie składające się z mocno przyprawionego ryżu i mięsa. Oryginalnie pochodzące z Jemenu, popularne na całym Półwyspie Arabskim i w południowym Iranie.
Charakterystycznymi dla tego dania przyprawami są czarny pieprz, goździki, kardamon, szafran, cynamon, suszona limonka, liście laurowe i gałka muszkatołowa. 
W różnych odmianach tego dania znajdują się również migdały, orzechy, cebulę czy rodzynki.